# Alexandru I al Macedoniei
Alexandru I (în limba greacă: Ἀλέξανδρος ὁ Μακεδών) a fost un rege al Macedoniei din 498 î.Hr. până în 454 î.Hr. A fost fiul lui Amyntas I, rege al Macedoniei și al soției acestuia, Euridice. 
Potrivit lui Herodot el a fost ostil Persiei, și a ordonat uciderea trimișilor lui Darius I atunci când au ajuns la curtea tatălui său în timpul Revoltei Ionice. Cu toate acestea, el a fost obligat să se supună Imperiului Persan în timpul invaziei din Grecia a lui Xerxes I fiul lui Darius I, acționând ca un reprezentant al satrapului persan Mardonius în timpul negocierilor de pace de după înfrângerea persanilor în Bătălia de la Salamina din 480 î.Hr.. În ciuda cooperării sale cu Persia, el a dat frecvent ajutor și sfaturi pentru restul orașelor grecești, și i-a avertizat în legătură cu planurile lui Mardonius înainte de bătălia de la Plateea din 479 î.Hr.. După înfrângerea la Plateea a armatei persane, aceasta, sub comanda lui Artabazus, a încercat să se retragă în Asia Mică. Majoritatea celor 43.000 de supraviețuitori au fost atacați și uciși de către forțele lui Alexandru în zona de vărsare în mare a râului Strymon. Alexandru a recăpătat, în cele din urmă, independența Macedoniei după sfârșitul Războaielor persane.
Alexandru a susținut că descinde din dinastia argeadă⁠(d) și din Heracle, deși Macedonia a fost considerat un stat „barbar” de către o minoritate de membri ai triburilor grecești, ale căror teritorii au fost amenințate de expansiunea sa. După ce o instanță grecească a determinat că afirmația sa este adevărată, i s-a permis să participe la Jocurile Olimpice probabil în 504 î.Hr, o onoare rezervată doar pentru greci.El a modelat curtea sa după Atena și a fost un patron al poeților Pindar și Bacchylides, ambii dedicându-i poezii lui Alexandru. Cea mai timpurie referință la un proxenos (cetățean atenian care avea dreptul de a găzdui trimișii unui alt stat), care a trăit în timpul Războaielor persane (c. 490 î.Hr.) este cea care îl numește pe Alexandru I al Macedoniei.